# Gärdsmygar
Gärdsmygar (Troglodytidae) är en familj inom fåglarna med små tättingar som nästan bara förekommer i Nya Världen.  

## Utbredning
Familjen förekommer uteslutande i Nya Världen, förutom den i Palearktis förekommande gärdsmygen (Troglodytes troglodytes) som fått ge namn åt hela gruppen. Merparten av världens arter är stannfåglar och förekommer i Central- och Sydamerika, men vissa arter som häckar i tempererade områden flyttar söderut till varmare områden om vintern.

## Utseende och läte

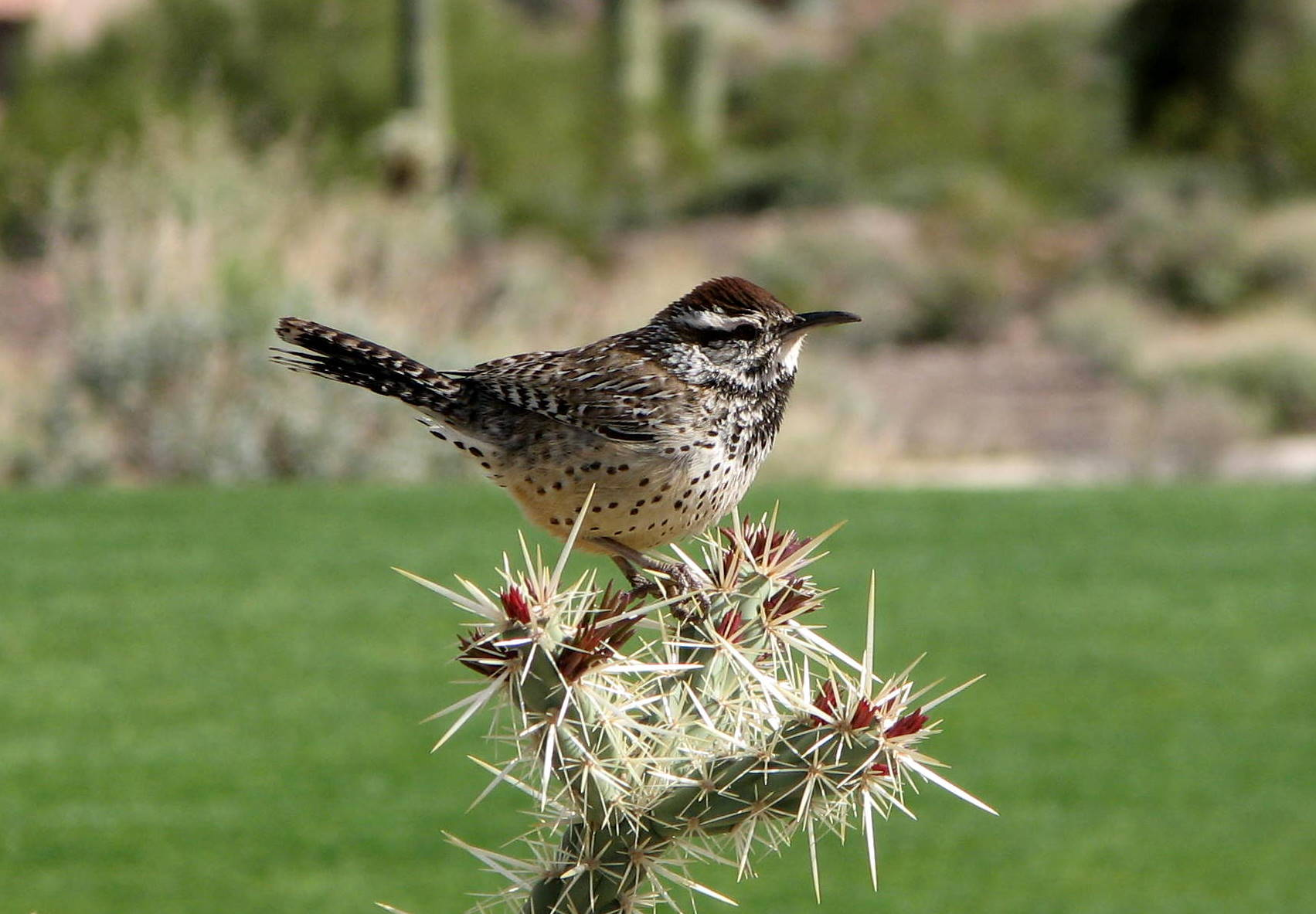
Kaktusgärdsmyg (Campylorhynchus brunneicapillus)

Gärdsmygarna är små till mycket små tättingar med spetsig näbb och rundade, något kupade vingar. Deras storlek varierar från bromeliagärdsmyg som i snitt mäter 10 cm och väger 9 gram, till jättegärdsmygen som i snitt mäter ungefär 22 cm och väger 50 gram. De vanligast förekommande färgerna i fjäderdräkten är grått, svart, vitt och brunt. Merparten uppvisar även strimmor i fjäderdräkten, speciellt på stjärten och/eller på vingarna. Flera arter håller ofta stjärten upprätt. De har en kraftfull och ofta komplex sång.

## Ekologi

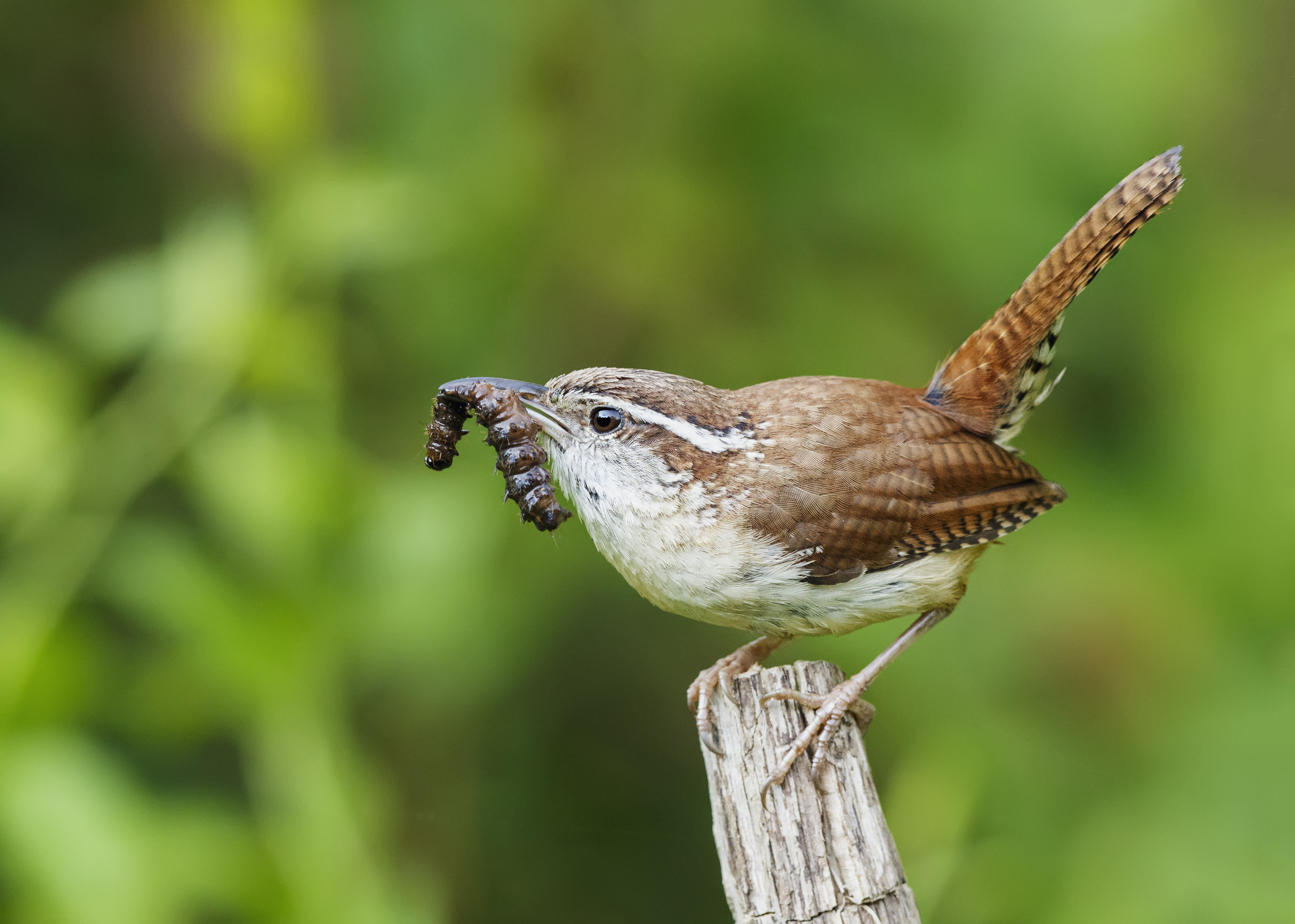
Karolinagärdsmyg (Thryothorus ludovicianus)

Gärdsmygarna är främst insektsätare. De kan inte se på natten och de sover på marken. De förekommer i mycket olika typer av habitat, från torra områden med enstaka träd till regnskog. Merparten förekommer på lägre nivåer, nära marken, men vissa arter inom släktet Campylorhynchus och båda arterna inom släktet Odontorchilus förekommer främst högt uppe i trädkronorna. Några arter, speciellt gärdsmyg och husgärdsmyg, uppträder förhållandevis orädda i närheten av människor. 
Gärdsmygarna bygger klotformade och ofta stora bon. De är antingen monogama eller polygama.

## Namn
Det vetenskapliga namnet Troglodytes betyder "grottinnevånare" på grekiska och kommer av vissa arters tendens att födosöka i hålor i marken.

## Systematik
Familjen delas numera vanligen in i 19 släkten efter att Thryothorus delats upp i flera. Nedanstående lista med släkten och artantal följer AviList:
- Släkte Salpinctes – klippgärdsmyg
- Släkte Catherpes – kanjongärdsmyg
- Släkte Hylorchilus – två arter
- Släkte Microcerculus – fyra arter
- Släkte Thryothorus – karolinagärdsmyg
- Släkte Thryomanes – snårgärdsmyg
- Släkte Campylorhynchus – 15 arter, däribland kaktusgärdsmyg
- Släkte Cistothorus – fem arter
- Släkte Ferminia – zapatagärdsmyg
- Släkte Thryorchilus – trädgränsgärdsmyg
- Släkte Troglodytes – 18 arter, däribland gärdsmygen
- Släkte Odontorchilus – två arter tandgärdsmygar
- Släkte Uropsila – bromeliagärdsmyg
- Släkte Pheugopedius – 13 arter
- Släkte Cinnycerthia – fyra arter
- Släkte Cantorchilus – tolv arter
- Släkte Henicorhina – fem arter skogsgärdsmygar
- Släkte Cyphorhinus – fyra arter
- Släkte Thryophilus – fem arter